# Borá
Pour les articles homonymes, voir Bora (homonymie).
Borá est une municipalité brésilienne de l'intérieur de l'État de São Paulo. Selon les estimations de l'Institut brésilien de géographie et de statistiques (IBGE), sa population était de 838 habitants en 2016. Jusqu'en 2014, Borá était considérée comme la municipalité la moins peuplée du pays. À partir de cette année, elle passa en seconde position perdant pour Serra da Saudade au Minas Gerais, la plus petite municipalité avec 818 habitants en 2015.
Aux élections de 2014, Borá enregistra 806 voix valables, pour un total de 835 habitants. Aux mêmes élections, Serra da Saudade enregistra 697 voix valables, pour un total de 822 habitants.

## Histoire
Le début du peuplement de Borá eut lieu aux environs de 1918 quand les membres de la famille Vedovatti, parcourant les eaux du Borá, se rendirent à Sapezal, cité où ils avaient un commerce d'aliments. En 1919, les familles portugaises de Manoel Antônio de Souza, Antônio Caldas e Antônio Troncoso, construisirent leurs résidences au campement des ingénieurs situé dans la propriété de Dionízio Zirondi. La municipalité leur doit l'ouverture des premiers sentiers reliant le District de Sapezal à la municipalité de Paraguaçu Paulista. À la fin de 1923, José da Costa Pinto, fit don d'un alqueire de ses terres, qui se situaient au centre des propriétés, pour la construction de la chapelle Santo Antônio de Borá, comme la localité fut connue. En mars 1965, Borá fut élevé au rang de municipalité.

## Géographie

### Hydrographie
Rio do Peixe

## Démographie
| Évolution de la population (municipalité) | Évolution de la population (municipalité) | Évolution de la population (municipalité) | Évolution de la population (municipalité) |
| Année                                     | Population                                |                                           | %±                                        |
| ----------------------------------------- | ----------------------------------------- | ----------------------------------------- | ----------------------------------------- |
| 1970                                      | 1 270                                     |                                           | —                                         |
| 1980                                      | 866                                       |                                           | −31,8%                                    |
| 1991                                      | 751                                       |                                           | −13,3%                                    |
| 2000                                      | 795                                       |                                           | 5,9%                                      |
| 2010                                      | 805                                       |                                           | 1,3%                                      |
| 2022                                      | 907                                       |                                           | 12,7%                                     |
| ,                                         |                                           |                                           |                                           |

Donnée du recensement - 2000
- Mortalité infantile jusqu'à 1 an : 8,19 pour 1000 nés vivants
- Espérance de vie : 75,97 ans
- Taux de fécondité : 2,3 enfants par femme.
- Taux d'alphabétisation : 88,91%
- Indice de développement humain : 0,794
  - IDH-M Revenus: 0,686
  - IDH-M Longévité: 0,850
  - IDH-M Éducation: 0,845

(Source: IPEADATA

## Transports
Routes
- SP-284
- SP-421

## Curiosités
En 2011, la cité eut le plus grand indice de pénétration dans le Facebook au Brésil: 93 % de sa population âgée de plus de treize ans était connectée au réseau social. Ce record est dû à une campagne de marketing réalisée à Bora par une marque de bonbons qui créa les profils.

## Religion
Le christianisme est présent dans la ville comme suit:

### Église Catholique
L'église catholique de la commune fait partie du Diocèse de Assis.

### Église Protestante
Les croyances évangéliques les plus diverses sont présentes dans la ville, principalement pentecôtistes, notamment les Assemblées de Dieu brésiliennes (la plus grande église évangélique du pays),, Congrégation Chrétienne au Brésil, entre autres. Ces dénominations se développent de plus en plus dans tout le Brésil.